# Françoise Bourdin
Françoise Bourdin (París, 22 de julio de 1952 - 25 de diciembre de 2022) fue una novelista romántica francesa. Sus libros giraban en torno a historias y secretos familiares.

## Biografía
Nació en París, Francia. Su padre Roger Bourdin y su madre Géori Boué era cantantes de ópera profesionales. Desde niña quiso escribir. Era aficionada a los caballos y tiene licencia de jockey. Empezó su primera novela, Les soleils mouillés, cuándo tenía veinte años. Dejó de escribir para cuidar de sus hijos y regresó a la escritura cuándo tenía 40 con Les sirères de Saint-Malo.
Ha vendido cuarenta libros en los últimos 25 años con un total de ocho millones de ventas. En 2011, estaba en el 11.º sitio en la lista de más vendidos en Francia.

## Novelas
- Les Soleils mouillés, éd. Julliard, 1972
- De vagues herbes jaunes, 1973
- Sang et Or, 1991
- Mano à Mano, éd. Denoël, 1991 ; éd. Belfond, 2009
- Les Vendanges de juillet, éd. Belfond, 1994, 520 pages
- Juillet en hiver, 1995
- Terre Indigo .  éd TF1 1996
- La Camarguaise, 1997
- Comme un frère, 1997
- Nom de jeune fille, 1999
- Les Vendanges de juillet, 1999
- L'Homme de leur vie, éd. Belfond, 2000 ; éd. Pocket, 2004
- Le Secret de Clara, éd. Belfond, 2000 ; éd. Pocket, 2004
- L'Héritage de Clara, éd. Belfond, 2001
- L'Héritier des Beaulieu, éd. Belfond, 2003, 320 pages.
- Les Sirènes de Saint-Malo, éd. Belfond, 2006, 333 pages
- Les Bois de Battandière, éd. Belfond, 2007, 312 pages
- Une nouvelle vie, éd. Belfond, 2008, 348 pages
- La Maison des Aravis, éd. Belfond ; éd. Pocket, 2004
- Un été de canicule, éd. Belfond ; éd. Pocket, 2004
- Les Années passion : Le roman d'une femme libre, éd. Belfond ; éd. Pocket, 2004
- Un mariage d'amour, éd. Belfond ; éd. Pocket, 2004
- Choix d'une femme libre, éd. Belfond ; éd. Pocket, 2005
- Rendez-vous à Kerloc'h, éd. Belfond ; éd. Pocket, 2006
- Objet de toutes les convoitises, éd. Belfond ; éd. Pocket, 2006
- Une passion fauve, éd. Belfond ; Pocket, 2007
- Bérill ou la passion en héritage, éd. Belfond ; Pocket, 2007
- L'Inconnue de Peyrolles, éd. Belfond ; éd. Pocket, 2008
- Un cadeau inespéré, éd. Belfond ; éd. Pocket, 2008
- Une nouvelle vie, éd. Belfond, 2008 ISBN 9782714444509
- Dans le silence de l'aube, éd. Belfond, 2008 ISBN 978-2-7144-4354-0
- Sin remordimientos, éd. Maeva, 2009, ISBN 978-2-7144-4520-9
- Un secreto inconfesable, éd. Maeva, 2009
- D'espoir et de promesse, éd. Belfond, 2010, ISBN 978-2-7144-4708-1
- Les Landes en héritage, tome 1 : Des grondements de l'océan, éd. Belfond, 2011, ISBN 978-2-7144-4828-6
- Le Testament d'Ariane, éd. Belfond, 2011
- Dans les pas d'Ariane  éd. Belfond, 2011
- Serment d'automne, éd. Belfond, 2012, ISBN 978-2-7144-5242-9
- BM Blues, éd. Belfond, 2012, 105 pages
- Como el agua y el fuego, éd. Maeva, 2016
- Galop d’essai, éd. Belfond, 2014, ISBN 978-2-7144-5679-3
- La promesse de l'océan, éd. Belfond, 2014, ISBN 978-2714454126
- Un nouveau départ pour changer de vie, éditions Omnibus, 2014, ISBN 978-2-258-10609-3